# Dominique-Georges-Frédéric Dufour de Pradt
Dominique-Georges-Frédéric Dufour de Pradt (Allanche, 23 aprile 1759 – Parigi, 18 marzo 1837) è stato un arcivescovo cattolico e ambasciatore francese.

## Biografia
Rappresentante del clero agli stati generali del 1789, si oppose tenacemente alla costituzione civile del clero e nel 1792 emigrò in Gran Bretagna.
Tornato in Francia, nel 1804 divenne segretario di Napoleone, nel 1805 fu consacrato vescovo di Poitiers. Il 27 marzo 1809 divenne arcivescovo di Malines. 
Non poté però mai prendere possesso della sua sede per l'opposizione del capitolo metropolitano, parce que ses lettres d'institution étaient retenues par le gouvernement à cause de la formule motu proprio: nominato da Napoleone a febbraio fu inviato a Savona per trovare un accordo con il pontefice ivi detenuto, che apprezzò l'inviato che già conosceva (lui stesso lo aveva consacrato vescovo di Poitiers il 2 febbraio 1805), ma decise di nominarlo con la forma del motu proprio, non volendo più confermare i candidati imperiali; il governo decise di non pubblicare tale lettera di nomina essendo contraria alle norme concordatarie. L'arcidiocesi fu governata dai vicari generali Joseph Forgeur e Jean-François-Ghislain Huleu, mentre l'arcivescovo risiedette a Parigi come consigliere imperiale per le questioni ecclesiastiche.
Nel 1812 gli fu conferito l'incarico di ambasciatore francese presso il Ducato di Varsavia da dove preparò il Concordato del 1813. Dopo le guerre napoleoniche pubblicò una serie di libri che dipingevano la Russia come una potenza "dispotica" e "asiatica" che minacciava di conquistare tutta l'Europa.
Dopo la seconda restaurazione, il 16 settembre 1815 rinunciò all'arcidiocesi di Malines in cambio di una rendita vitalizia di 12.000 franchi. Eletto alla Camera (1827–1828) sedette sui banchi dell'opposizione. Durante la rivoluzione di luglio fu sostenitore della “Dinastia Orleans”. Morì quasi dimenticato nel castello di Vedrine nel 1837.
Prolifico scrittore, Dufour de Pradt divenne celebre nel 1815 per la pubblicazione di un'opera, Du congrès de Vienne, di scarso valore, ma scritta con vivacità e suffragata da un notevole successo di pubblico e da un'ampia circolazione europea, perché rispecchiava opinioni largamente condivise. L'abate imputava al Congresso di Vienna un errore «immenso», che non poteva «essere abbastanza deplorato», quello di avere considerato gli uomini come «delle greggi destinate a essere divise» fra un certo numero di pastori; l'autore individuava in questo errore la migliore risposta «contro coloro che si lamentano che i popoli divengano indocili e difficili da governare: bel miracolo, quando essi vedono che non sono tenuti in nessun conto da coloro che li governano!».

## Opere
- Les trois âges des colonies, ou De leur état passé, présent et à venir. 3 tomes publiés à Paris chez Giguet en 1801 et 1802. Texte intégral : tome 1, tome 2, tome 3.
- De l’État de la culture en France et des améliorations dont elle est susceptible, Paris : Impr. de Guillemet, chez Maradan, 1802, 2 vol. in-8°, LXIV-XII-242 p. et 276 p. Tome I en ligne Tome II en ligne.
- Voyage agronomique en Auvergne, précédé d’observations générales sur la culture de quelques départements du centre de la France, Paris, 1803, in-8° ; nouvelle édition (augmentée du Tableau des améliorations introduites et des établissements formés depuis quelques années dans l’Auvergne), Paris : Pichon et Didier, 1828, in-8°, 260 p. Texte en ligne
- Histoire de l'ambassade dans le grand-duché de Varsovie en 1812, Paris, 1815
- Du Congrès de Vienne, Paris, 1815-1816
- Antidote du Congrès de Radstadt suivi de la Prusse et de sa neutralité
- Récit historique sur la Restauration de la Royauté en France le 31 mars 1814.
- Mémoires historiques sur la révolution d'Espagne, Perronneau, 1816
- Des Colonies et de la révolution actuelle de l'Amérique, 2 volumes, Paris, F. Bechet, A. Egron, 1817. Texte en ligne : tome 1, tome 2.
- Pièces relatives à Saint-Domingue et à l'Amérique, Paris, F. Béchet ; Bruxelles : Le Charlier : Démat. 1818. Texte en ligne.
- L'Europe après le Congrès d'Aix-la-Chapelle, faisant suite au congrès de Vienne, Paris, F. Béchet aîné, et Bruxelles, Lecharlier, Demat, 1819
- Les Quatre Concordats, suivis de considérations sur le Gouvernement de l'Eglise en général, et sur l'Eglise de France en particulier depuis 1815 (3 volumes), Paris 1819-1820
- Le Congrès de Carlsbad, chez F. Béchet, Aîné à Paris et chez Lecharlier à Bruxelles 1819-1820
- Mélanges sur l'Ordre constitutionnel renfermant : 1° Lettre à un électeur de Paris; 2° Préliminaires de la Session de 1817; 3° des Progrès du Gouvernement représentatif en France.
- Mémoires historiques sur la Révolution d'Espagne
- De la Belgique depuis 1789 jusqu'en 1794, Paris 1820
- Du Jésuitisme ancien et moderne, 1825
- Vrai système de l'Europe relativement à l'Amérique et à la Grèce, Paris : chez Béchet aîné, 1825
- La France, l'émigration et les colonies, tome 1er, Paris, Béchet Ainé, 1824, Texte en ligne. La France, l'émigration, et les colons, tome second, Paris, Béchet Ainé, 1824, Texte en ligne.
- Voyage agronomique en Auvergne, Pichon, Paris 1828.
- De la Presse et du Journalisme, 1832, etc.

## Genealogia episcopale
La genealogia episcopale è:
- Cardinale Scipione Rebiba
- Cardinale Giulio Antonio Santori
- Cardinale Girolamo Bernerio, O.P.
- Arcivescovo Galeazzo Sanvitale
- Cardinale Ludovico Ludovisi
- Cardinale Luigi Caetani
- Cardinale Ulderico Carpegna
- Cardinale Paluzzo Paluzzi Altieri degli Albertoni
- Papa Benedetto XIII
- Papa Benedetto XIV
- Papa Clemente XIII
- Cardinale Francesco Saverio de Zelada
- Papa Pio VII
- Arcivescovo Dominique-Georges-Frédéric Dufour de Pradt